# 골로카

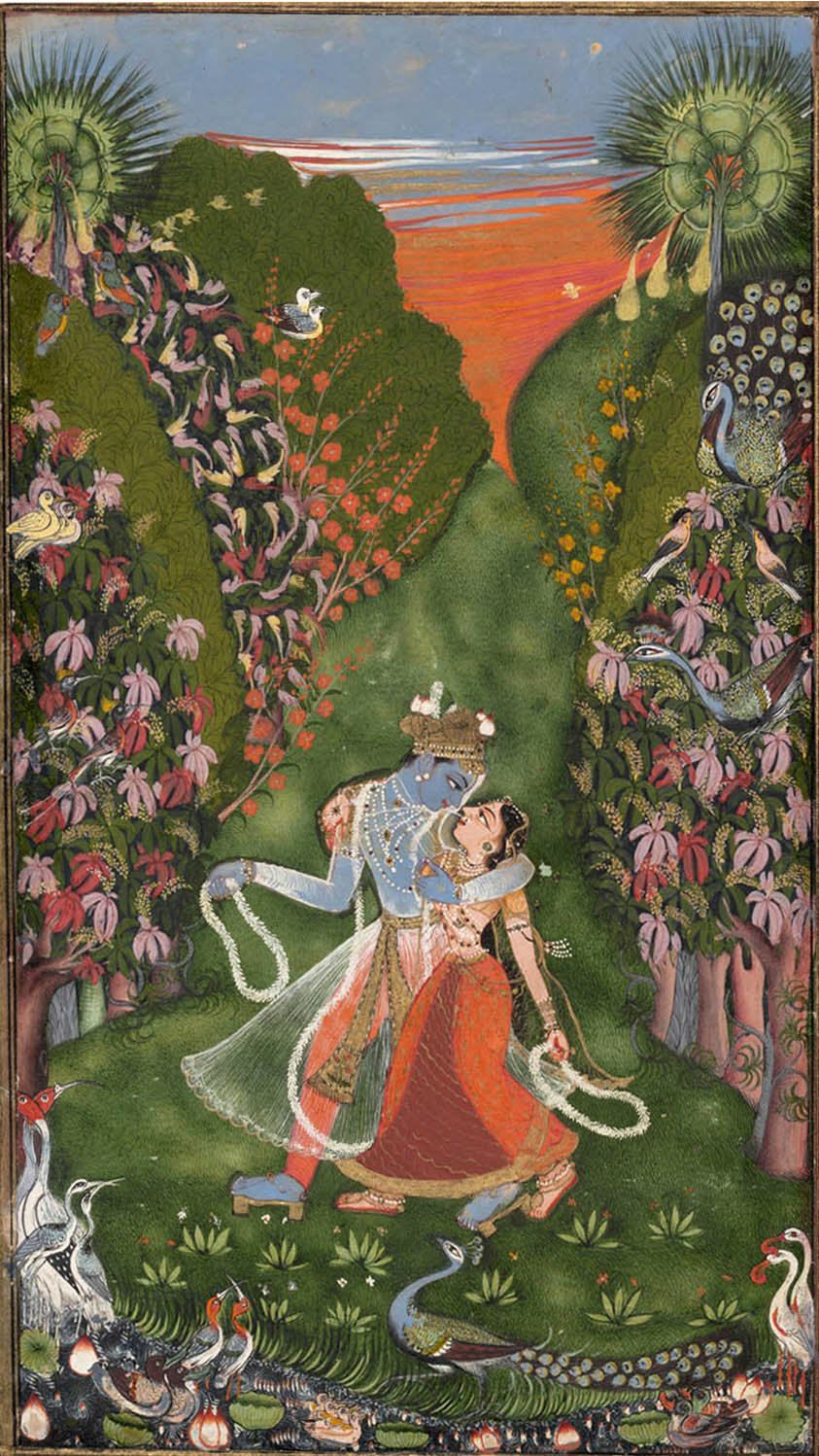
라다 크리슈나, 골로카의 왕과 왕비

골로카(산스크리트어: गोलोक) 또는 골로카 브린다반(IAST: Goloka Vṛndāvana)은 힌두교의 신 크리슈나와 그의 수석 배우자 라다가 거주하는 천상의 세계이다. 바가바타 푸라나와 가르가 삼히타에서 크리슈나는 그의 배우자 라다와 함께 골로카에 거주하는 가장 높은 인물로 묘사된다.
골로카는 종종 흐르는 시냇물과 아름다운 정원이 있는 천상의 영역으로 표현되며, 소와 매혹적인 처녀인 고피들이 살고 있다.
골로카는 가우디야 비슈누파, 스와미나라얀 삼프라다야, 프라나미 삼프라다이, 푸슈티마르그 및 님바르카 삼프라다야를 포함한 다양한 비슈누파 전통에서 존경받는다. 바가바타 푸라나 외에도 골로카는 판차라트라 텍스트, 가르가 삼히타, 브라흐마 삼히타, 브라흐마 바이바르타 푸라나, 데비-바가바타 푸라나와 같은 산스크리트어 경전에서도 언급된다.

## 어원
골로카는 문자적으로 "소의 세계"를 의미한다. 산스크리트어 go는 "소"를, loka는 "영역"으로 번역된다.
크리슈나는 골로카의 거주자이므로 가우로크비하리(비하리(vihari)는 "거주자"를 의미)로도 알려져 있으며, 그의 배우자 라다는 라디카라고 불린다.

## 묘사

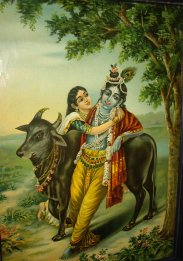
라다와 크리슈나의 그림

골로카에 대한 설명은 브라흐마 삼히타 5장 29절에서 찾을 수 있다.
나는 태고의 주님이자 최초의 조상인 고빈다를 숭배한다. 그는 영적인 보석으로 지어진 거처에서 수백만 개의 소원 성취 나무로 둘러싸인 채 모든 소원을 들어주는 소들을 돌보고 있다. 그는 수천만 명의 여신 같은 헌신자들에 의해 항상 큰 경의와 애정으로 섬겨지고 있다.— 브라흐마 삼히타, 5장 29절

가우디야 비슈누파의 바크티 전통에서 여러 중요한 저작을 남긴 사나타나 고스와미는 "스리 골로카는 영적 노력의 궁극적인 목적지로 여겨진다"라고 말한다.
브라흐마 바이바르타 푸라나는 골로카 브린다반이 바이쿤타 로카 위 5억 요자나(40억 마일)에 걸쳐 있으며 3천만 요자나(2억 4천만 마일)까지 확장된다고 명시적으로 묘사한다. 이 묘사는 브라흐마 삼히타 5장 43절에 나오는 구절과 유사하다.
가우디야 비슈누파의 아차리야들은 그것이 무한하다고 설명한다. 바이쿤타와 골로카는 모두 니티아 다마(영원한 존재의 영역)로 간주되며, 우주 전체의 소멸 후에도 파괴되지 않는다. 크리슈나는 그의 두 팔 형태에서는 영원히 골로카의 영역에 거주하고, 그의 네 팔 형태에서는 비슈누로서 영원히 바이쿤타 로카의 영역에 거주한다.

## 문헌 자료
골로카에 대한 언급은 스칸다 푸라나와 마르칸데야 푸라나와 같은 다른 푸라나에서도 발견된다. 브리하드-바가바탐리타에서 사나타나 고스와미는 이 구절이 스칸다 푸라나에서 인용된 것이며 크리슈나가 아르주나에게 말한 것이라고 설명한다.
Evam bahu-vidhai rupais caramiha vasundharam brahmalokam ca kaunteya golokam ca sanatanam. 

"오 쿤테야, 나는 지구와 브라흐마로카, 그리고 영원한 골로카에서 다양한 형태로 움직인다."

마르칸데야 푸라나에서 크리슈나는 다음과 같이 선언한다.
Golokam ca parityajya lokanam trana-karanat kalau gauranga-rupena lila-lavanya-vigrahah.

"칼리 유가에 나는 골로카를 떠나 세상 사람들을 구원하기 위해 잘생기고 장난기 많은 가우랑가 경이 될 것이다."

## 골로카 구조
가우디야 비슈누파 철학자 지바 고스와미에 따르면, 브린다반이라고도 불리는 골로카는 가장 높은 영적 행성이며 크리슈나의 오락과 동료의 차이에 따라 마투라, 드바라카 및 고쿨이라고 불리는 세 개의 거처로 더 나타날 수 있다. 루파 고스와미의 라구바가바탐리타에 따르면, 지바 고스와미는 골로카가 크리슈나가 그의 릴라를 수행했던 지상의 브린다반의 초월적인 원형이라고 주장한다.

## 같이 보기
- 라다 크리슈나
- 바이쿤타
- 카일라샤